# David Badía Cequier
David Badía Cequier (Barcelona, Cataluña, 4 de septiembre de 1974), más conocido como David Badía, es un entrenador de fútbol español.

## Trayectoria
En su etapa como jugador ocupaba la posición de defensa central y formó parte de equipos modestos de equipos catalanes como Club de Futbol Gavà, CE Europa y CE Premià, antes de jugar durante tres temporadas en el SK Sturm Graz de la Bundesliga (Austria) desde 2001 a 2004.
Tras retirarse por una lesión de rodilla, en 2012 comenzaría su etapa de entrenador trabajando en las categorías inferiores del FC Barcelona, donde estuvo durante cuatro temporadas siendo técnico del fútbol base. Desde 2014 a 2016, sería director de la escuela del FC Barcelona en Estambul.
En agosto de 2016, firma como segundo entrenador del Antalyaspor Kulübü de la Superliga de Turquía, dirigido por Riza Çalimbay.
El 7 de diciembre de 2017, se hace cargo del primer equipo del Antalyaspor Kulübü, tras la destitución de Leonardo Nascimento de Araújo, al que dirige durante 4 partidos, hasta la llegada de Hamza Hamzaoglu al conjunto turco.
En julio de 2018, firma como segundo entrenador del Fenerbahçe Spor Kulübü de la Superliga de Turquía. Durante la temporada 2018-19, formaría parte de los cuerpos técnicos de Ersun Yanal, Phillip Cocu y Erwin Koeman.
En la temporada 2019-20, firma como segundo entrenador de la UD Almería de la Segunda División de España, formando parte del equipo técnico de Guti. El 25 de febrero de 2020, decide abandonar la UD Almería por motivos personales.
A finales de 2021 se traslada a Chipre, para dirigir el Ethnikos Achnas y el AEK Larnaca de la Primera División de Chipre, así como el Akritas Chlorakas, también entonces, de la Primera División de Chipre. 
Tras dos años en territorio chipriota, el 21 de marzo de 2023 anunció su incorporación al Lechia Gdańsk de la Ekstraklasa de Polonia. El 29 de mayo de 2023, finaliza su contrato con el conjunto polaco.

## Clubes

### Como entrenador
| Club                                   | País    | Año       |
| -------------------------------------- | ------- | --------- |
| FC Barcelona (Fútbol base)             | España  | 2012-2016 |
| Antalyaspor Kulübü (2º Entrenador)     | Turquía | 2016-2018 |
| Antalyaspor Kulübü                     | Turquía | 2017-2018 |
| Fenerbahçe Spor Kulübü (2º Entrenador) | Turquía | 2018-2019 |
| UD Almería (2º Entrenador)             | España  | 2019-2020 |
| Ethnikos Achnas                        | Chipre  | 2021-2022 |
| AEK Larnaca                            | Chipre  | 2022      |
| Akritas Chlorakas                      | Chipre  | 2022      |
| Lechia Gdańsk                          | Polonia | 2023      |